# Brown Deer (Wisconsin)
Brown Deer es una villa ubicada en el condado de Milwaukee en el estado estadounidense de Wisconsin. En el Censo de 2010 tenía una población de 11.999 habitantes y una densidad poblacional de 1.053,88 personas por km².

## Geografía
Brown Deer se encuentra ubicada en las coordenadas 43°10′28″N 87°58′30″O / 43.17444, -87.97500. Según la Oficina del Censo de los Estados Unidos, Brown Deer tiene una superficie total de 11.39 km², de la cual 11.39 km² corresponden a tierra firme y (0%) 0 km² es agua.

## Demografía
Según el censo de 2010, había 11.999 personas residiendo en Brown Deer. La densidad de población era de 1.053,88 hab./km². De los 11.999 habitantes, Brown Deer estaba compuesto por el 61.92% blancos, el 28.59% eran afroamericanos, el 0.35% eran amerindios, el 4.87% eran asiáticos, el 0.06% eran isleños del Pacífico, el 1.08% eran de otras razas y el 3.13% pertenecían a dos o más razas. Del total de la población el 3.93% eran hispanos o latinos de cualquier raza.